# Ranjena miza
Ranjena miza (špansko La mesa herida) je oljna slika mehiške umetnice Fride Kahlo. Čeprav je bila izgubljena leta 1955, so bile tri fotografije te slike posnete med letoma 1940 in 1944. Slika je bila prvič prikazana januarja 1940 na mednarodni razstavi nadrealizma v Galeriji mehiške umetnosti Inés Amor v Ciudad de México, replika pa je trenutno razstavljena v Kunstmuseum Gehrke-Remund, Baden-Baden, Nemčija. V pismu Murayju je opisala, da 'gara kot hudič', da bi ga dokončala, da bi izpolnila rok 17. januarja za odprtje "Mednarodne razstave nadrealizma", na kateri je bila Ranjena miza razstavljena skupaj z mojstrovinami drugih elitnih nadrealističnih umetnikov, npr. Vztrajnost spomina Salvadorja Dalija in Izdajstvo podob Reneja Magritta.
Slika je bila nazadnje razstavljena v Varšavi leta 1955, potem pa je izginila in je predmet mednarodnega iskanja, ki še poteka.

## Opis
Slika odraža nenehne teme v delu Fride Kahlo, vključno z mehiškim prebivalstvom, avtohtonostjo, avtoportretiranjem in žalostjo/izgubo. Kahlo sedi na sredini mize, ki ima človeške noge in njena površina krvavi na nekaj vozlih, kjer se pojavljajo tudi osebe, ki so bile prej vidne na njeni sliki Štirje prebivalci Ciudad de México. Miza je poškropljena s krvjo in uokvirjena z gledališko zaveso, ki zagotavlja odrsko okolje, ona pa je obdana s predkolumbovsko figurico Nayarit (del zbirke njenega zdaj že bivšega moža Diega Rivere), okostnjakom iz papirja (pogosto imenovanim Judežu podobna figura), dva otroka njene sestre Cristine, kar je odraz njene želje po lastnih otrocih in njen ljubljenček jelen Granizo, eden njenih najljubših hišnih ljubljenčkov, ki ga uporablja kot svoje nadomestne otroke. Visoka Judova figura velja za Diega Rivero, ki igra vlogo izdajalca.
V Ranjeni mizi »Kahlo ni več zmeden otrok, ampak Kahlo v velikosti odrasle osebe, ki sedi za mizo.« Kahlo krvavi kot mučenica za Mexicanidad, komentira performativne vidike mehiške identitete. Podpira analizo postrevolucionarne kulture Rogerja Bartra. V Ranjini mizi Kahlo parodira stereotipe o mehiškosti.
»Kahlo, oblečena v tehuano, si deli dolgo mizo z moško figuro, ovito v vrvico in dinamitom, in okostjem Štirih prebivalcev. Njeni dolgi temni lasje so dvignjeni in prepuščeni čez okostnjakovo roko ter obe figuri povezujeta skupaj. Med Kahlo in okostjem sedi majhna Nayaritova skulptura. Dolga roka skulpture se razteza proti Kahlo in se blizu njene rame zlije z njeno. Iz ran na mizi, moških nogah in okostju curlja kri. Zbira se blizu roba obleke Tehuana in brizgne na krilo. Kri ni nikoli daleč od srca in v tem posebnem delu se okostja dotakne krvavo srce, ki povezuje figuro skeletne smrti z življenjem srca.«

## Poskus prodaje
Junija 2019 so mehiške oblasti objavile aretacijo moškega v državi Morelos, ki je poskušal prodati sliko. Uradnike so podkupili, ko je skušal prodajno pogodbo overiti pri notarju. Glede na dokumente naj bi bila slika poslana kupcu v Londonu v zameno za 20 milijonov Mex$ vredno hišo v Acapulcu. Mehiški uradniki so dejali, da bi bila prodaja lahko goljufija, saj pripornik ni fizično predstavil slike.